# Si yo fuera presidente
Si yo fuera presidente fue un programa de televisión, presentado y dirigido por el periodista Fernando García Tola, que se emitió por La 2 de Televisión española entre 1983 y 1985.

## Formato
Programa muy marcado por la personalidad de su guionista, presentador y director, la premisa del espacio se asienta sobre la frase contenida en su título: Sobre peticiones de los espectadores, quejas, demandas ciudadanas, el periodista plantea las medidas que sería recomendable que el Gobierno adoptase, especialmente en materia social.
En el programa se intercalaban entrevistas tanto a ciudadanos como a responsables políticos, representantes sindicales o líderes sociales.
Además, contó con las actuaciones, a lo largo de sus dos años de emisión, de los cantautores Javier Krahe, Alberto Pérez y Joaquín Sabina, la cantante Ana Belén, etc.
El 15 de mayo de 1984 finalizó, tras 30 emisiones, la primera temporada, en palabras del director  por la incapacidad del equipo para imaginar nuevos programas.
Contaba con un presupuesto de 1.600.000 pesetas (9.616 euros) por cada programa emitido.

## Polémicas
- Tras la emisión del programa de 17 de enero de 1984, el entonces presidente de la RFEF Pablo Porta se querelló contra el entrevistado aquel día en el plató, el periodista deportivo José María García, por la emisión de imágenes que entendió vulneraban su derecho a la intimidad.[3]

- Una semana después el programa emitió un desnudo integral colectivo, con la subsiguiente polémica en la España del momento.[4]

- El 16 de octubre de 1984, Rogelio Baón, vocal del Consejo de Administración de RTVE por el Grupo Popular en el Congreso de los Diputados, solicitó el aplazamiento de uno de los programas de Si yo fuera Presidente que contaría con 100 militantes de distintos partidos políticos para debatir sobre la situación de España, por considerarlo grave deterioro para la imagen y funciones del Congreso de los Diputados.[5]

- El 11 de abril de 1985, la Conferencia Episcopal Española emitió un comunicado de protesta contra la emisión en el espacio en el que se vertieron opiniones que consideraron que atentaban a los sentimientos religiosos del país.[6]

## Presupuesto
Contó con un presupuesto de 1.600.000 pesetas por programa.

## Premios y distinciones
- TP de Oro a Fernando García Tola como mejor presentador en 1984.

Fue considerado por el Grupo Joly uno de los cien mejores programas de la historia de la televisión en España.